# Der Metzger traut sich
Der Metzger traut sich ist ein österreichischer Fernsehfilm aus dem Jahr 2023 von Regisseur Michael Podogil mit Simon Schwarz, Valery Tscheplanowa und Christoph Krutzler. Das Drehbuch von Peter Koller basiert auf dem Kriminalroman Die Djurkovic und ihr Metzger von Thomas Raab. Die Produktion wurde am 22. August 2023 als Eröffnungsfilm des Filmfestivals Kitzbühel gezeigt. Die Erstausstrahlung auf ServusTV erfolgte am 7. Oktober 2023. Der Film wurde 2024 mit Der Metzger – Mordstheater fortgesetzt.

## Handlung
Der Restaurator Willibald Adrian Metzger steht vor der Hochzeit mit seiner Traumfrau Danjela Djurkovic. Allerdings lässt ihn diese vor dem Altar stehen und verschwindet kommentarlos mit einem ihm Unbekannten, Metzger ist am Boden zerstört.
In den Fernsehnachrichten wird einige Zeit später über den Tod von Dejan Sulemanjiu, Sohn des Clan-Chefs Ibrahim Sulemanjiu, berichtet, der kurz zuvor aus der Haft entlassen wurde und bei einem Autounfall ums Leben gekommen sein soll. Bei Sulemanjiu handelt es sich um jene Person, mit der Danjela verschwunden ist. Nachdem nur von einem Toten berichtet wird, geht Adrian davon aus, dass Danjela noch am Leben ist und möglicherweise entführt wurde. Danjela wollte bei Dornhauer heiraten, weil er ihr noch etwas schuldig war. Was genau, möchte Adrian gemeinsam mit seinem Freund, dem Hausmeister Petar Wollnar, herausfinden. Bei Dornhauer wird Metzger von einer Zirkusbande aus Artisten überwältigt, es gelingt ihm jedoch die Flucht, auf der er von Kaplan verfolgt wird. Metzger hatte Kaplan als Hürrem, eine Bekannte von Danjela, kennengelernt.
Seitens der Polizei ermitteln Majorin Pichlmayr und ihr kürzlich nach Graz versetzter Kollege Michael Friedmann im Fall Sulemanjiu. Während Pichlmayr ihren Kollegen für inkompetent hält, stellt dieser eigene Ermittlungen gegen Majorin Pichlmayr an, die mit Heribert Senekowitsch, einem Schulfreund von Metzger, sowie Kaplan zusammenarbeitet. Die drei wollten erreichen, dass Metzger sie zu Danjela führt, Kaplan hatte Metzger verwanzen lassen. Nachdem Friedmann in der Nacht im Wald Pichlmayr erschießt, wird er von Kaplan angeschossen, überlebt aber aufgrund einer schusssicheren Weste. Senekowitsch und Kaplan werden bei dem Schusswechsel mit Friedmann ebenfalls verletzt. 
Nach seiner Flucht trifft Metzger auf die verletzte Kaplan, den verletzten Senekowitsch und seinen Freund Wollnar, der ihn darüber informiert, dass Inspektor Sarah Kaplan und Heribert Senekowitsch verdeckte Ermittler der Polizei sind, die für Majorin Pichlmayr tätig waren. Von Kaplan erfährt Metzger, dass Danjela wollte, dass Metzger sich aus der ganzen Sache heraushält. Senekowitsch möchte nicht, dass die schwer verletzte Kaplan in ein Krankenhaus kommt, weil er sich vor Friedmann fürchtet, der hinter den beiden her sein könnte, um ihnen weiter nach dem Leben zu trachten.
Metzger und Wollnar hören ein Gespräch mit, wonach Ibrahim Sulemanjiu seinen Sohn wegen Verrats umgebracht haben soll und es sich bei Danjela, deren richtiger Name Anjessa ist, um die Tochter von Clan-Chef Ibrahim handelt. Friedmann bringt Metzger in seine Gewalt, er muss ihm verraten, dass sich die Polizistin Kaplan in Metzgers Werkstatt befindet. Anschließend bringt Friedmann Metzger zu Clanchef Ibrahim Sulemanjiu. Dort taucht auch dessen Sohn Dejan Sulemanjiu auf, dessen Tod nur vorgetäuscht wurde und der seinen Vater erschießt. Beim Versuch, Wollnar zu erschießen, wird Friedmann selbst von Kaplan mit einem Schuss in den Kopf getötet.
Von Kaplan erfährt Metzger, dass Danjela Willibald schützen wollte, weil sie wusste, dass sie Dejan früher oder später finden würde und für sich haben wollte. Dejan erfährt von Danjela schließlich, dass sie seine Halbschwester ist. Im Zirkus kommt es zu einem Showdown zwischen Senekowitsch und Dejan Sulemanjiu, bei dem Dejan von Senekowitsch erschossen wird. Wollnar kann anschließend Danjela und Willibald befreien.

## Produktion und Hintergrund
Die Dreharbeiten fanden ab dem 7. März 2023 in Graz und Umgebung sowie in Wien statt. Produziert wurde der Film von der österreichischen Satel Film (Produzent Heinrich Ambrosch) im Auftrag von ServusTV, unterstützt wurde die Produktion von FISAplus, Cinestyria Filmcommission and Fonds und der Filmcomission Graz.
Die Kamera führte Anna Hawliczek, die Montage verantwortete Sebastian Schreiner, die Musik schrieb Moritz Heidegger. Das Kostümbild gestaltete Theresa Kopf, das Szenenbild Pia Jaros und das Maskenbild Heike Sekera und Andreas Meixner, die Kostüme stammten vom Kostümverleih Lambert Hofer.
2014 entstanden für ORF und ARD in Innsbruck und Umgebung die Filme Der Metzger und der Tote im Haifischbecken und Der Metzger muss nachsitzen aus der Reihe Der Metzger.
Der Film wurde 2024 mit Der Metzger – Mordstheater fortgesetzt.

## Auszeichnungen und Nominierungen
Fernsehfilmfestival Baden-Baden 2023
- Nominierung für den Fernsehfilmpreis 2023[13]